# Norbert Kröcher
Norbert Erich Kröcher, Spitzname Knofo, (* 14. Juli 1950 in Berlin; † 16. September 2016 ebenda) war ein deutsches Mitglied der terroristischen Vereinigung Bewegung 2. Juni.

## Leben
Norbert Kröcher gehörte Anfang 1972 in Berlin gemeinsam mit Gabriele Kröcher-Tiedemann, mit der er seit Oktober 1971 verheiratet war, zu den rund zwölf Gründern der linksextremistischen Terrororganisation Bewegung 2. Juni. Bereits kurz darauf wurde das Ehepaar wegen eines Banküberfalls per Haftbefehl gesucht. Kröcher verließ daraufhin Deutschland und ließ sich noch 1972 in Stockholm nieder, wo er eine aktive linksradikale Szene vorfand. Kröcher und seine Frau trennten sich, sie tauchte in Deutschland unter und wurde später im Juli 1973 in Bochum festgenommen.

### Entführungsplan „Operation Leo“ 1977
Im April 1975 verfolgte Kröcher über die Medien in Schweden die Geiselnahme von Stockholm der Rote Armee Fraktion (RAF) in der bundesdeutschen Botschaft und die anschließende Auslieferung der überlebenden Tatbeteiligten an die Bundesrepublik Deutschland. Als Reaktion darauf plante Kröcher die Freipressung dieser und anderer in Deutschland inhaftierter Terroristen. Hierfür sollte Anna-Greta Leijon entführt werden, die ehemalige Arbeitsministerin im sozialdemokratischen Kabinett des schwedischen Regierungschefs Olof Palme. Als im Frühjahr 1975 für Ausländerangelegenheiten zuständiges Regierungsmitglied wurde sie von Kröcher und seinen Komplizen für die umstrittene Auslieferung des nach seiner Beteiligung am Botschafts-Überfall schwerverletzten Siegfried Hausner an die Bundesrepublik Deutschland verantwortlich gemacht, der wenige Tage später in Haft verstorben war. Leijons Entführung wurde von den Tätern mehrfach verschoben, unter anderem wegen ihrer zwischenzeitlichen Schwangerschaft. Die Tat konnte schließlich vereitelt werden, indem Kröcher am 31. März 1977 in Stockholm von einem Einsatzkommando der schwedischen Sicherheitspolizei verhaftet wurde, die ihn bereits rund ein Jahr lang observiert hatte. In mehreren Städten wurden gleichzeitig zwei Dutzend mutmaßliche Terroristen unterschiedlicher Herkunft verhaftet, als deren Rädelsführer den Ermittlern zufolge Kröcher galt. Die von dieser „Kröcher-Gruppe“ geplante Entführung der Politikerin, für die später weit fortgeschrittene Vorbereitungsmaßnahmen nachgewiesen werden konnten, wurde international als „Operation Leo“ bekannt.
Einige Tage später wurde er mit Manfred Adomeit an die Bundesrepublik Deutschland ausgeliefert. Vorgeworfen wurde ihm die Bildung einer kriminellen und später einer terroristischen Vereinigung, schwerer Raub und Bandendiebstahl, die Verabredung von Verbrechen: Nötigung eines Verfassungsorgans, Menschenraub und Geiselnahme, Mord und Sprengstoffanschläge. Später wurde er als Terrorist verurteilt und kam 1985 frei.

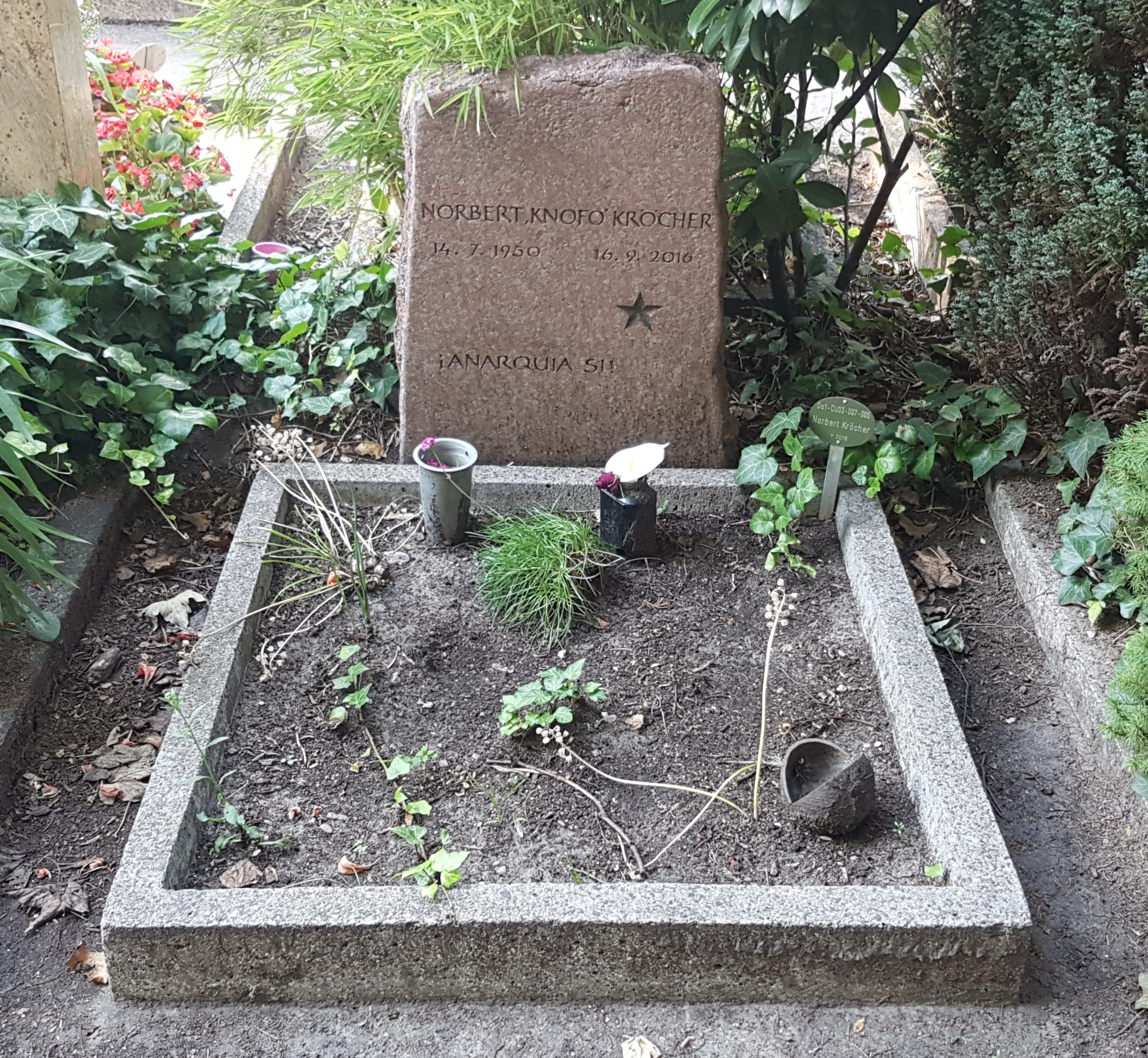
Grab von Norbert Kröcher

2016 erfuhr er, dass er an einem Krebs ohne Aussicht auf Heilung erkrankt war. Im September des gleichen Jahres erschoss er sich. Er ist auf dem Friedhof der Dorotheenstädtischen und Friedrichswerderschen Gemeinden in Berlin-Mitte bestattet.

## Publikationen
- „… warum mir die Linke“ – Knieschüsse oder: Die Kritik als Waffe. Verlag Edition AV, Lich/Hessen 2012, ISBN 978-3-86841-080-8
- Zweihundert Gramm Staat, Schock Edition (4), EdK/Distillery, Berlin 2013, ISBN 978-3-941330-33-7
- K. und der Verkehr: Erinnerungen an bewegte Zeiten. Erster Teil 1950-1989. BasisDruck, Berlin 2017, ISBN 978-3-86163-158-3

## Film
- Operation Leo (1981), schwedischer Spielfilm, 91 Minuten, Regie: Hans Hederberg